# Jornal do Commercio
O Jornal do Commercio foi um importante jornal brasileiro, com sede na cidade do Rio de Janeiro. Fundado em 1827, circulou por 189 anos, até encerrar suas atividades em 2016, devido aos efeitos da crise econômica brasileira de 2014. Era o jornal mais antigo em circulação na América Latina sob a mesma denominação (isto é, sem mudar de nome).

## História
Teve origem no Diário Mercantil criado em 1824 por Francisco Manuel Ferreira & Cia. e focado em noticias econômicas. Adquirido por Pierre Plancher por 1:000$000 (um conto de réis), teve o seu nome mudado para "Jornal do Commercio" em 1 de outubro de 1827.
Durante a monarquia, dom Pedro II tinha uma coluna no jornal e, no período de 1890 a 1915, sob a direção de José Carlos Rodrigues, o jornal contou com a colaboração de nomes como Rui Barbosa, Visconde de Taunay, Alcindo Guanabara, Araripe Júnior, Afonso Celso, Lima Barreto, entre outros. Era, então, editorialista, o jornalista José Maria da Silva Paranhos Júnior, o Barão do Rio Branco.
Em 1959, foi adquirido por Assis Chateaubriand e passou a fazer parte dos Diários Associados. Em 2005, expandiu-se, inaugurando sucursais em São Paulo, Brasília e Belo Horizonte, onde passou a ser comercializado em bancas, concorrendo diretamente com outros importantes jornais econômicos brasileiros como Valor Econômico e Gazeta Mercantil. Com a era digital, criou um portal de notícias na rede mundial.
No dia 29 de abril de 2016, circulou a sua última edição, encerrando suas atividades tanto como jornal impresso quanto como portal na internet. A causa foi a crise econômica brasileira de 2014.
| “                                       | Somos mais uma vítima engolida pela crise que assola o país. Quando precisávamos que a economia renascesse, ela afundou. Os governos em crise pararam de anunciar no jornal e outros não pagaram os anúncios já publicados | ” |
| — Mauricio Dinepi, presidente do jornal | |   |